# Saint-Igeaux
Saint-Igeaux település Franciaországban, Côtes-d’Armor megyében. Lakosainak száma 124 fő (2022. január 1.). Saint-Igeaux Canihuel, Plussulien, Saint-Nicolas-du-Pélem, Sainte-Tréphine és Bon Repos sur Blavet községekkel határos.

## Népesség
A település népessége az elmúlt években az alábbi módon változott:
| Lakosok száma | 360  | 234  | 153  | 168  | 137  | 138  | 135  | 127  | 123  | 124  |
|               | 1968 | 1982 | 1990 | 2006 | 2013 | 2015 | 2017 | 2019 | 2020 | 2022 |